# Skogsbruksingenjör
Skogsbruksingenjör är en yrkeshögskolexamen i Finland som det tar fyra år att avlägga.
Utbildningen är fyraårig, för examen krävs 240 studiepoäng. Skogsbruksingenjören är sakkunniga inom planering, operativ ledning, skogsbruksrådgivning, trävaruhandel samt naturskogsbruk och -vård. Examen kan avläggas vid åtskilliga finskspråkiga yrkeshögskolor samt vid svenskspråkiga Yrkeshögskolan Novia.